# Zamarada arenosa
Zamarada arenosa là một loài bướm đêm trong họ Geometridae.